# アレクサンデル・カコフスキ

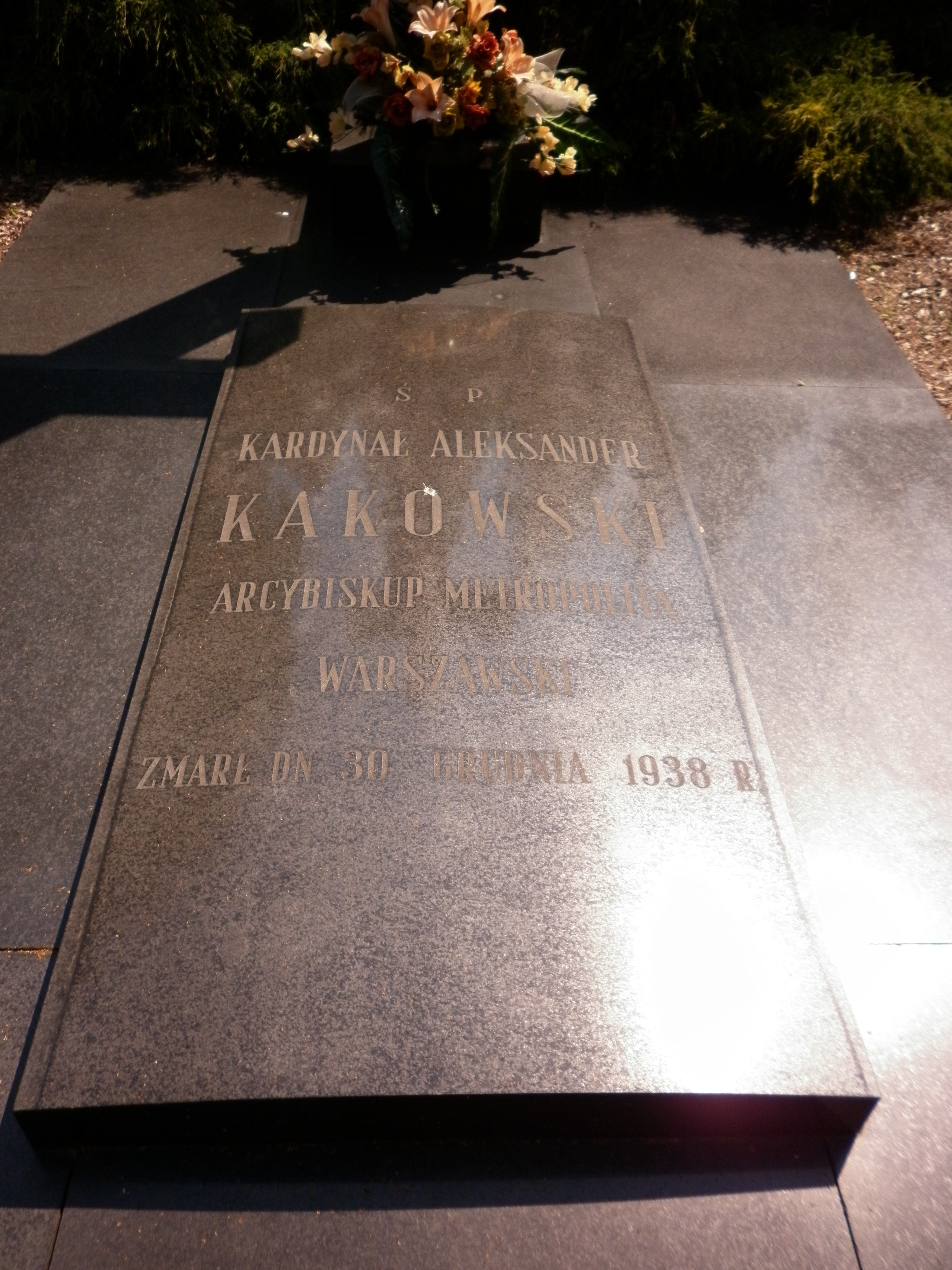
ブルドノにあるカコフスキ枢機卿の墓

アレクサンデル・カコフスキ（ポーランド語：Aleksander Kakowski、1862年2月5日 - 1938年12月30日）は、ポーランドのローマ・カトリック教会の枢機卿、ワルシャワ大司教。ポーランド王国首座大司教を称した最後の人物。1917年から1918年まで、ドイツ帝国の傀儡国家ポーランド摂政王国の摂政会議の一員であった。

## 生涯
カコフスキは1862年にピシャスヌィシュ近郊のデンビヌィに生れ、1886年5月30日にワルシャワでヴィンツェンティ・ホシチャク＝ポピェル枢機卿によって司祭に叙階された。その翌年、カコフスキはワルシャワ神学校の教授となった。1910年、カコフスキはサンクトペテルブルクにあるカトリック神学アカデミーの主任司祭となり、1913年7月22日にクヤヴィ＝カリシュ司教スタニスワフ・ズジトヴィエツキの手でサンクトペテルブルク司教に叙階された。そして同年の9月14日、ワルシャワの聖ヤン大聖堂においてワルシャワ大司教となり、同時にポーランド王国首座大司教を称した。
カコフスキは第1次世界大戦勃発後もワルシャワに留まり、1917年、中央同盟国が「ミッテルオイローパ」構想の一環として再建した半独立的で高度な自治権を有するポーランド王国の摂政会議の一員に選ばれた。摂政会議は3人で構成され、暫定的な国家元首とされていた。しかし1918年11月にユゼフ・ピウスツキを国家主席とするポーランド第2共和国が成立するに伴い、実体を失った王国の摂政会議は解散した。
1919年11月28日、カコフスキは後にローマ教皇ピウス11世となるポーランド教皇特使アキレ・ラッティの聖職授任者となった。同年12月15日には、枢機卿に叙せられている。ワルシャワ大司教在任中、カコフスキは強力な支持を集めるカトリックの新聞を作ることに熱心であった。彼は戦間期のポーランドで最もよく読まれていた新聞の一つである「ルィツェシュ・ニェポカラネイ」紙の人気執筆者の一人だった。またワルシャワ大学の神学部を作り、ポーランドにおけるカトリック・アクション運動を起こしたのも彼である。諸外国による占領状態からポーランドを解放した功績を認められ、カコフスキは1925年にポーランドで最も権威ある勲章である白鷲勲章を授与された（1938年7月、彼は短い期間ではあるが白鷲騎士団の総長を務めている）。カコフスキの後継者であるアウグスト・フロントは第2次世界大戦後に単なる「ポーランド首座大司教」の称号を復活させたが、カコフスキ本人は1938年の年末に死ぬまで「ポーランド王国首座大司教」の称号を使い続けていた。